# Altarejos
Altarejos es un municipio y localidad española de la provincia de Cuenca, en la comunidad autónoma de Castilla-La Mancha. El término municipal, que incluye también el núcleo de Poveda de la Obispalía, tiene una población de 204 habitantes (INE 2024).

## Geografía
El municipio, ubicado en la provincia de Cuenca, se encuentra a 33 km de la capital provincial, a 4 km de Fresneda de Altarejos y a 5 km de Mota de Altarejos. Dista del río Altarejos unos 9 km. El gentilicio del lugar es altarejeño. Altarejos se encuentra a una altitud de unos 940 m sobre el nivel del mar. Pertenecen al término la pedanía de Poveda de la Obispalía y el caserío de Malpesa.

## Historia
Hacia mediados del siglo XIX, la villa tenía contabilizada una población de 536 habitantes. Aparece descrita en el segundo volumen del Diccionario geográfico-estadístico-histórico de España y sus posesiones de Ultramar de Pascual Madoz de la siguiente manera:

ALTAREJOS: v. con ayunt. de la prov., part. jud., adm. de rent. y dióc. de Cuenca (5 leg.), aud. terr. de Albacete (20), c. g. de Castilla la Nueva (Madrid 20): sit. en una hondonada resguardada de los vientos del N., con clima propenso á tercianas y pulmonias. Forman la pobl. 130 casas de fáb. ordinaria distribuidas en calles mal delineadas y sin empedrar, y en una plaza cuadrada muy regular: divídese aquella en dos partes por el r. Altarejos que la atraviesa, sobre el cual hay dos puentes de piedra que facilitan la comunicacion de entrambas. Tiene casa municipal con cárcel, pósito y archivo, una escuela de primeras letras bien dotada por los fondos de propios, á la que concurren 50 á 60 discípulos, y una igl. parr. bajo la advocacion de la Asuncion de Ntra. Sra., servida por 1 cura y 1 sacristan: el curato se titula abadia, es de 2.º ascenso y lo provee S. M. ó el diocesano previa oposicion en concurso general: el cementerio se halla en parage ventilado fuera de la pobl., y hacia el N. de la misma una ermita dedicada á Ntra. Sra. de la Torre. Las aguas de que se surten los vec. para beber y demas usos domésticos brotan en dos manantiales que hay cerca del pueblo, á pesar de que muchas de las casas tienen pozo. Confina el térm. por N. con Villarejo del Seco, Pobeda de la Obispalía, cas. de las Tejas, y Fresneda de Allarejos; por E. con el de la Mota de Allarejos, por S. con el de la Parrilla, y por O. con los de los cas. de la Meson, cañada del Manzano y Malpesas, teniendo en todas direcciones una estension muy dilatada. El terreno es escabroso y flojo, muy propenso al hielo, por cuya razon no se da muy bien al viñedo, cuyo fruto se pierde con frecuencia: abraza muchas cahizadas de tierra destinadas al cultivo de cereales, pero podrian utilizarse muchísimas mas con el mismo objeto: ahora solo prod. yerbas de pasto para los ganados. Ademas del r. Altarejos que, como hemos dicho, atraviesa la pobl., se forma un arroyo de los dos manantiales de que tambien hemos hablado, y pasa lamiendo sus paredes por la parte del S.: á dist. de 500 pasos se reune con el repetido Allarejos, y forman su direccion al Júcar que dist. 1 leg.: para el paso de dicho arroyo tiene dos puentes de madera de poca importancia, y aunque su caudal es escaso, como tambien el de Altarejos, su curso es perenne; no se utilizan para el riego sus aguas, si se esceptúan algunos huertos que fertilizan con ellas, y cuando se reunen forman una vega, que si se desaguara, podria ser fertilísima, especialmente para trigos y legumbres. Los caminos son todos de herradura y descuidados. Prod.: cereales, patatas, vino, corderos, cabritos y lana. Pobl. 135 vec. 536 alm.: cap. prod.: 1.215,820 rs.: imp.: 60,791 rs.: importe de los consumos 3,075 rs. 8 mrs.: el presupuesto municipal asciende en un quinquenio á 3,000 rs, y se cubren con prod. de los propios.
(Madoz, 1845, pp. 207-208) 

Más recientemente, durante la Segunda Guerra Mundial Herminio Calleja Cavero, maestro de profesión, y Fernando Diaz Lopez, nacidos en Altarejos, lucharon en la división azul en el frente oriental resultando en la desaparición de Herminio (probable deceso) y el deceso del segundo; y en el otro lado Arturo Martínez Collado, Miguel Martínez Saiz y Pedro Lozano Martínez fueron deportados a campos de concentración nazis, solo sobreviviendo a ellos este último.

## Ayuntamiento
El Ayuntamiento de Altarejos se localiza en la Plaza Mayor número 1. En la planta baja anteriormente (hasta el año 2007) se utilizaba como toriles para las fiestas, pero luego se abrió un bar por lo que los toros se tendrán que desplazar hasta el polideportivo en una nueva plaza.
En el primer piso se sitúa la sala de plenos, oficinas y sala de internet gratuito. Hasta hace unos años, el pueblo también disponía de wifi gratuito mediante una antena que daba cobertura a toda la plaza del pueblo. Sin embargo, hace ya un tiempo cerraron la red wifi sin explicación alguna y desde entonces el pueblo no tiene acceso a ninguna red inalámbrica.

## Demografía
Altarejos cuenta con una población de 204 habitantes (INE 2024).
| Gráfica de evolución demográfica de Altarejos entre 1842 y 2021 |
| |
| Población de derecho según los censos de población del INE Población de hecho según los censos de población del INEEntre el censo de 1981 y el anterior, crece el término del municipio porque incorpora a Poveda de la Obispalía |

Cada año va alcanzando un nivel histórico de descenso de habitantes, siendo cada año mayor, pero vive más gente joven, niños, etc. Mayormente el descenso de población se produce por la elevada tasa de mortalidad debido a que vive mucha gente mayor. En los meses de verano pueden llegar a vivir en Altarejos unas 1500 personas.

## Obras
- Piscina municipal (inauguración 2008)
- Casa de la Cultura
- Plaza de toros
- Pavimentación de calles (POM 2008)
- Nuevo frontón
- Nuevo bar
- Nuevas carreteras
- Cubrimiento del frontón para pista deportiva cubierta
- Adecuación ermita
- Nuevo depósito para mejorar la presión y la cantidad del agua.

## Administración y política
Cabe mencionar algún alcalde anterior a la democracia, por ejemplo Filiberto Calleja Saiz.
| Periodo   | Nombre                       | Partido         |
| --------- | ---------------------------- | --------------- |
| 1979-1983 | Andrés Calleja Domínguez     | Alianza Popular |
| 1995-1999 | Luis Fernando Guijarro López | PP              |
| 1999-2003 | Luis Fernando Guijarro López | PP              |
| 2003-2007 | Pedro Calleja Domínguez      | PP              |
| 2007-2011 | Pedro Calleja Domínguez      | PP              |
| 2011-2015 | Mª Luz Jiménez Jiménez       | PP              |
| 2015-2019 | Mª Luz Jiménez Jiménez       | PP              |
| 2019-2023 | Mª Luz Jiménez Jiménez       | PP              |

## Organizaciones locales
- Asociación de mujeres Virgen de la Torre.
- A.M.P.A Altarejos.
- Club de pensionistas y jubilados de Altarejos.
- Cámara Agraria Local de Altarejos.
- C.P Virgen de la Torre.
- Parroquia Nuestra Señora de la Asunción.
- Hermandad del Corpus Christi.

## Comunicaciones
Altarejos cuenta con un sistema de carreteras excelente. Actualmente todas las carreteras principales como las que llevan a Mota de Altarejos y Villarejo Periesteban se han renovado completamente, excepto la que pasa por Malpesa y llega hasta Poveda de la Obispalía.

## Festividades

### Fiestas patronales
Las fiestas locales se celebran aproximadamente del 14 al 18 de agosto y consisten en toros por la tarde y orquesta por la tarde y noche, también cine en la plaza, teatros, bailes regionales, castillo de fuegos artificiales, concurso de disfraces, mini parque de atracciones, talleres para los más pequeños, concurso de paellas, caldereta de toro y vaca.
- El primer día: paellas, comienzo de torneos (mus, frontón, partido de fútbol de solteros contra casados, partido de solteras contra casadas...).
- El segundo: encierre de reses bravas, verbena de tarde y noche, continuación de torneos.
- El tercero: suelta de reses bravas en la plaza, verbena tarde y noche, y continuación de los torneos.
- El cuarto: suelta y sacrificio de reses bravas para la comida del día siguiente. Verbena de tarde y noche y final de torneos.
- El quinto: caldereta de carne de toro, vaca y pollo por la tarde, verbena de tarde, castillo de fuegos artificiales, concurso de disfraces, verbena de noche y fin de fiesta.

Las peñas del pueblo organizan para sus componentes fiestas y torneos, como la "peña de los tres y los agregaos" que ya está en su tercer campeonato de mus, la "peña Alpataleo" este año (2007) nos ha sorprendido con la construcción de una jaula para la plaza de toros, que se suma a los dos coches que tenían y al tractor y el remolque de la "peña de los tres y los agregaos".

### Semana cultural
Se celebra justo antes de las fiestas, con fiesta de la bicicleta, juegos para niños, proyecciones de películas, bailes regionales, etc.

### El día de la Virgen de la Torre
Se celebra el 8 y 9 de septiembre, donde después de la misa se celebra la subasta. El día 7 se baja la Virgen de la Torre "Patrona de Altarejos", desde la ermita hasta la iglesia. El día 8 Misa Mayor, procesión y subasta al terminar la misma, Terminando dicha subasta con la entrada de las andas de la Virgen que han sido subastadas.

### Corpus Christi
Se celebra el 8 de junio, dependiendo de cuando sea Semana Santa. En esta fiesta además de los actos litúrgicos tiene: Jueves: Visita a los enfermos. Viernes: Vísperas por la tarde, dulces en la plaza y verbena por la tarde y por la noches. Sábado: despierta por la mañana con la pita el tambor y los Mayordomos (Bastón, Alabardero y Abanderado), recorriendo las calles del pueblo. Por la tarde Vísperas y dulces y zurra en la plaza. Pase de tarde y noche en la verbena. Domingo: Misa mayor con procesión y visita a los Altares que los vecinos montan en las calles, por la tarde vísperas y relevo de mayordomos en la plaza, seguido de una merienda con bocadillos para todos el pueblo.

### Semana Santa
Como en muchos pueblos se celebran las procesiones de jueves a domingo, resaltar la que se celebra el Jueves Santo día de la pasión de cristo donde la Cofradía del Nazareno saca la imagen más grande de la iglesia que es portada por 8 personas en su recorrido por las calles del pueblo. También resaltar la del domingo de resurrección donde las mujeres y los hombres parte por sitios diferentes para encontrarse en la plaza de donde salen las dos imágenes juntas hasta la iglesia (cuando hay quintos estos suelen poner en el lugar de reunión de la procesión unos pinpollos (pinos muy grandes que simbolizan la mayoría de edad y una hoguera que estará encendida toda la noche).